# Science Fair

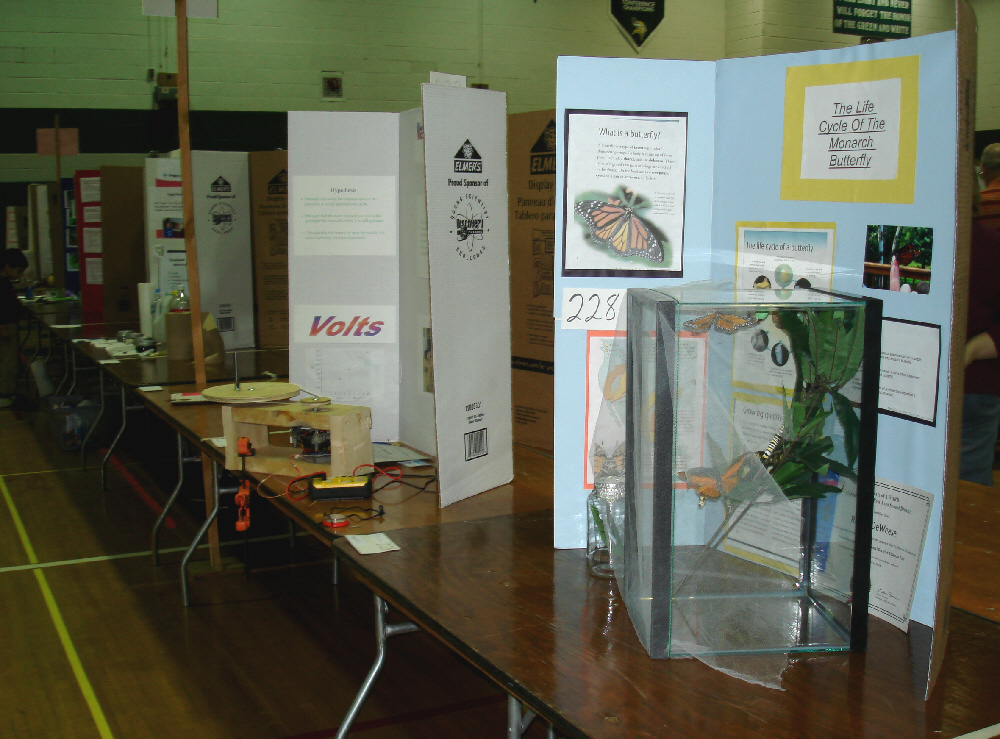
Grundschüler-Exponate auf der Science Fair eines amerikanischen Schulbezirks

Als Science Fair (engl. für „Forschungsausstellung“) wird in den englischsprachigen Ländern ein schulischer Wettbewerb bezeichnet, bei dem Schüler aller Klassenstufen im Rahmen einer öffentlichen Ausstellung wissenschaftliche Projekte ihrer Wahl vorstellen können. Die Teilnahme ist freiwillig. Die Projekte und Exponate werden von einer Jury begutachtet; herausragende Leistungen werden mit Preisen ausgezeichnet.
Science Fairs werden auf lokaler, regionaler, bundesstaatlicher, nationaler und internationaler Ebene veranstaltet.

## Geschichte

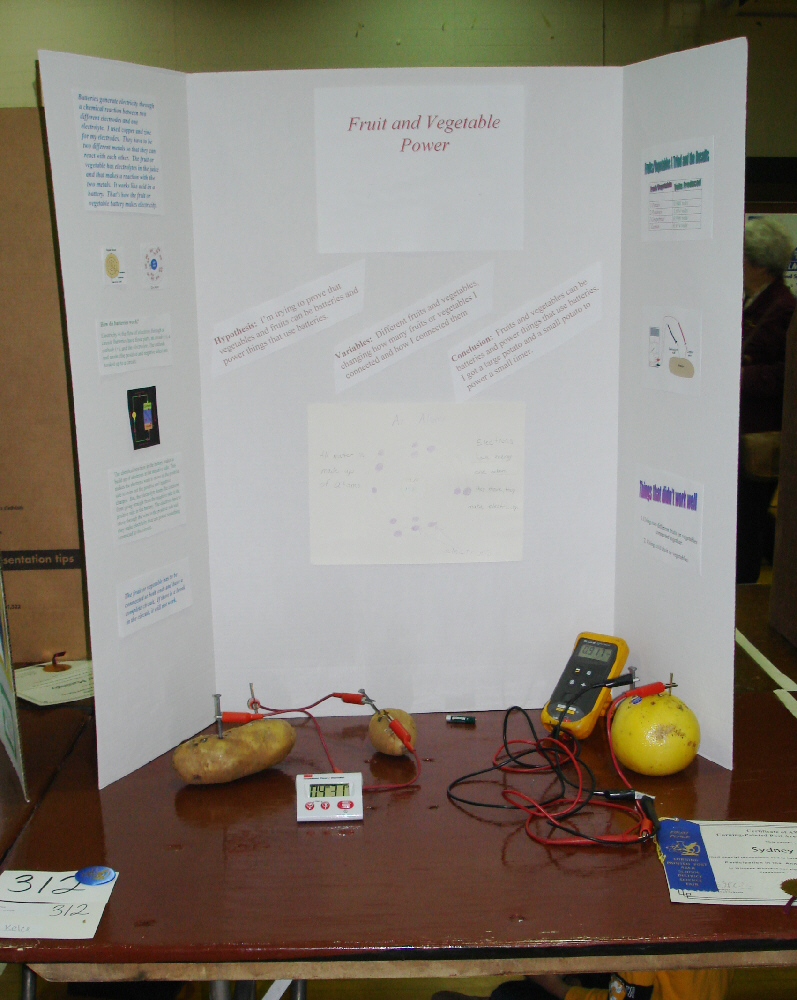
Das Exponat einer Grundschülerin zeigt galvanische Zellen aus Kartoffel und Zitrone

In den Vereinigten Staaten wurden Science Fairs in den 1950er Jahren populär, nachdem die Entwicklung von Kernwaffen und des Fernsehens ein verstärktes Interesse der Öffentlichkeit an Wissenschaft und Technik geweckt hatten. Bereits 1950 wurde in Washington, D.C. die International Science and Engineering Fair (ISEF) ins Leben gerufen, die seit 1997 von Intel gesponsert wird und die bis heute der weltweit größte internationale Schüler-Wissenschaftswettbewerb ist.

## Forschungsprojekte
Schüler, die auf einer Science Fair ein Forschungsprojekt (science project) vorstellen wollen, können ihr Thema frei wählen. Da im Englischen unter dem Begriff „Science“ in erster Linie Naturwissenschaft verstanden wird – und nicht Wissenschaft in ihrer Gesamtheit –, wählen die meisten Schüler naturwissenschaftliche oder technische Projekte. Immer wieder stellen einzelne Schüler jedoch auch z. B. soziologische oder psychologische Forschungsprojekte vor.

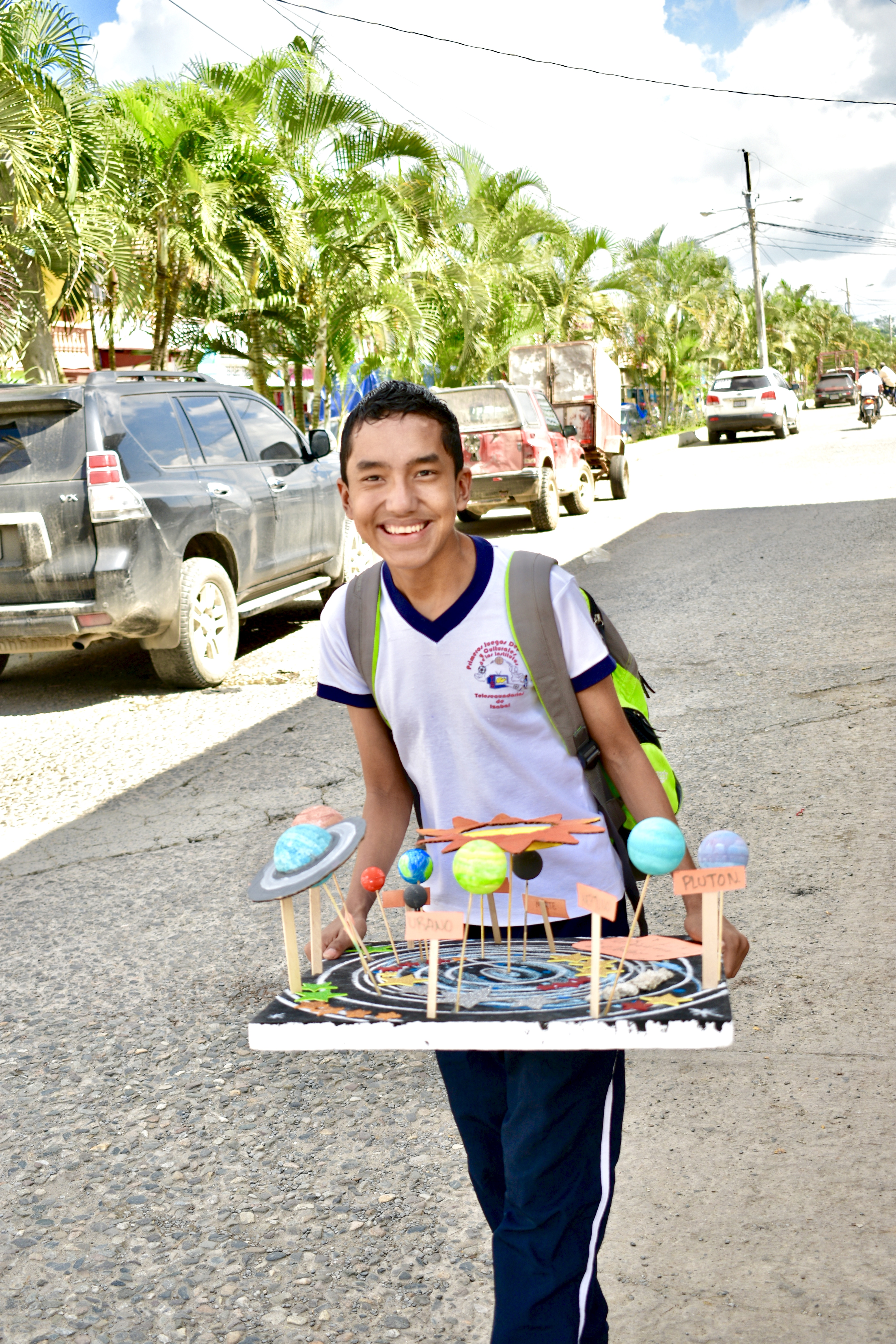
Ein Junge mit seinem Darstellungsprojekt

Bei den naturwissenschaftlichen und technischen Projekten werden drei Typen unterschieden. Experimentellen Projekten (experimental projects) liegt ein wissenschaftliches Experiment zugrunde. Bei technischen Projekten (engineering projects) besteht die Herausforderung darin, ein technisches Problem zu lösen. Darstellungsprojekte (display projects) veranschaulichen visuell oder auf andere Weise einen Sachverhalt, den die Natur selbst so anschaulich nicht darstellt. Bei Grundschülern beliebt sind z. B. Modelle des Planetensystems oder des Aufbaus von Vulkanen.
Aufgrund der starken Verbreitung von Science Fairs ist im amerikanischen Buchmarkt eine breite Nische für einschlägige Literatur entstanden, die von allgemeinen Ratgebern bis hin zu Sammlungen detailliert ausgearbeiteter Projektvorschläge reicht.

## Diskussion
In den englischsprachigen Ländern werden Forschungsprojekte von den Schülern auch im Unterricht entwickelt und durchgeführt. Science Fairs bieten jedoch Gelegenheit, auch solche Forschungsprojekte zu verwirklichen, die den Rahmen dessen sprengen würden, was im Unterricht möglich ist. Ein weiterer Vorteil von Science Fairs besteht darin, dass Schüler mit starkem Interesse an Naturwissenschaft und Technik auf diesem Forum, das sehr viel öffentlicher ist als die Schule selbst, Verbindungen zu Förderern (z. B. Hochschullehrern) aufzunehmen, mit denen sie sonst nicht in Kontakt kämen.
Gelegentlich wird gegen die Institution der Science Fair jedoch auch Kritik vorgebracht. Ihre Gegner kritisieren, dass der Akzent dieser Veranstaltungen häufig so sehr auf dem Wettbewerb liege, dass viele Schüler, die an Wissenschaft und Technik zunächst eigentlich interessiert seien, entmutigt würden.

## Bedeutende überregionale Science Fairs

### International
- European Union Contest for Young Scientists
- Intel International Science and Engineering Fair

### Irland
- Young Scientist and Technology Exhibition

### Kanada
- Canada-Wide Science Fair

### Vereinigte Staaten
- California State Science Fair
- Massachusetts State Science Fair
- New York State Science and Engineering Fair

## Kulturelle Bedeutung
Science fairs spielen im Leben amerikanischer Kinder und Jugendlicher eine große Rolle. Sie sind in vielen Filmen und Fernsehserien dargestellt worden; in den Vereinigten Staaten sind sie ein wichtiger Teil der Populärkultur.
Auswahl von Filmen, in denen Science Fairs vorkommen:
- The Effect of Gamma Rays on Man-in-the-Moon Marigolds (1972)
- Was für ein Genie (1985)
- The Manhattan Project (1986)
- Race the Sun – Im Wettlauf mit der Zeit (1986)
- Ransom (1996)
- October Sky (1999)
- Osmosis Jones (2001)
- Strangers With Candy (2005)
- Triff die Robinsons (2007)

Auswahl von Serien, in denen Science Fairs vorkommen:
- Die Thundermans (2014–2018)
- Ninjago: Aufstieg der Drachen (2023)